# 塞爾韋拉山
40°43′26″N 0°11′50″E / 40.72389°N 0.19722°E
塞爾韋拉山，是西班牙的山峰，位於該國東北部加泰羅尼亞，屬於波特斯德托爾托薩貝塞特山的一部分，該山峰海拔高度1,347.5米。